# Night is Young
«Night Is Young» es el primer sencillo del primer álbum recopilatorio de la cantante luso-canadiense y compositora Nelly Furtado, The Best of Nelly Furtado. La canción fue escrita por Furtado, Staybent Krunk-A-Delic y Salaam Remi. La pista también es producida por Salaam Remi.

## Antecedentes
"Night Is Young" se filtró en Internet a principios de 2010, con el título de "Free". La pista se esperaba que sea incluyera en el próximo álbum de estudio de Nelly, Lifestyle, sin embargo, tras el aplazamiento del álbum, se anunció para su inclusión en el próximo álbum recopilatorio, The Best of Nelly Furtado. Es una de las tres nuevas canciones que se incluirán en el álbum. La canción recibió su primer Airplay en la BBC Radio el 3 de octubre de 2010. La canción sigue un baile / estilo electrónico, con las letras haciendo referencia al carpe diem, disfrutar de la vida, el amor y la diversión.

## Video musical
El video musical de "Night Is Young" fue grabado entre octubre 13 y 14. Está dirigido por Alan Ferguson y grabado en Toronto.

## Fechas de lanzamiento
| Región         | Fecha                 | Formato          | Label          |
| -------------- | --------------------- | ---------------- | -------------- |
| Reino Unido    | 3 de octubre de 2010  | Airplay          | Geffen Records |
| Australia      | 12 de octubre de 2010 | descarga digital | Geffen Records |
| Bélgica        | 12 de octubre de 2010 | descarga digital | Geffen Records |
| Dinamarca      | 12 de octubre de 2010 | descarga digital | Geffen Records |
| Países Bajos   | 12 de octubre de 2010 | descarga digital | Geffen Records |
| Noruega        | 12 de octubre de 2010 | descarga digital | Geffen Records |
| Portugal       | 12 de octubre de 2010 | descarga digital | Geffen Records |
| España         | 12 de octubre de 2010 | descarga digital | Geffen Records |
| Suecia         | 12 de octubre de 2010 | descarga digital | Geffen Records |
| Suiza          | 12 de octubre de 2010 | descarga digital | Geffen Records |
| Estados Unidos | 19 de octubre de 2010 | descarga digital | Geffen Records |

## Posicionamiento
| Listas (2010-11)                            | Posiciones |
| ------------------------------------------- | ---------- |
| Austria (Ö3 Austria Top 40)                 | 69         |
| Bélgica (Flandes) (Ultratip Bubbling Under) | 10         |
| Bélgica (Valonia) (Ultratip Bubbling Under) | 32         |
| Canadá (Canadian Hot 100)                   | 20         |
| República Checa (Rádio Top 100)             | 36         |
| Netherlands (Dutch Top 40)                  | 33         |
| Polish Dance Chart (ZPAV)                   | 41         |
| Eslovaquia (Rádio Top 100)                  | 7          |